# Michel le Tellier

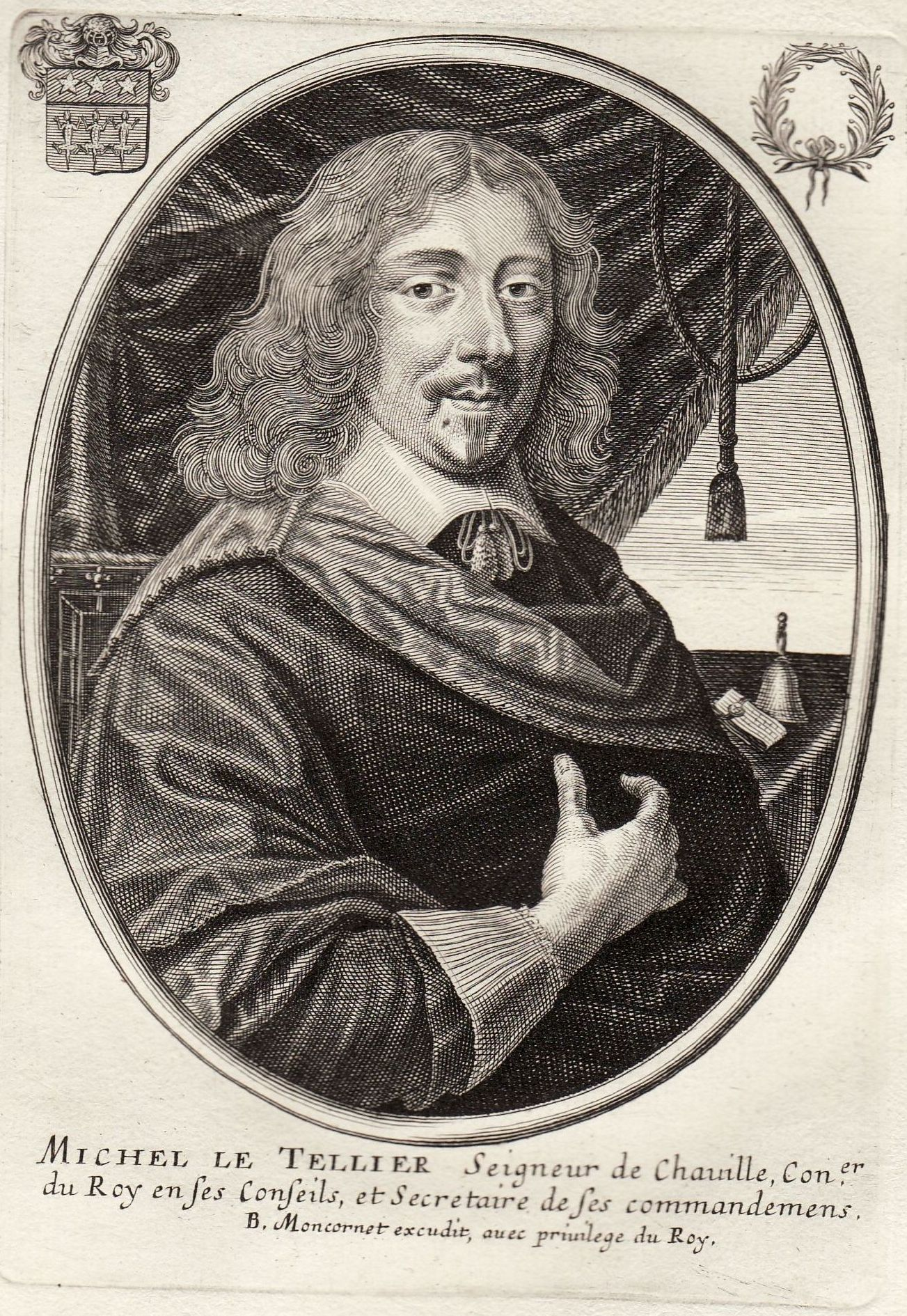
Michel le Tellier was staatssecretaris onder Lodewijk XIV (1603-1685)

Michel le Tellier (1603-1685), marquis de Barbezieux, was een Frans politicus. Hij was kanselier onder Lodewijk XIV van Frankrijk. Hij is de vader van François-Michel le Tellier de Louvois.
- Biblioteca Nacional de España: XX1777785
- Bibliothèque nationale de France: cb119366190 (data)
- Catàleg d'autoritats de noms i títols de Catalunya: 981058525664506706
- Gemeinsame Normdatei: 118779710
- International Standard Name Identifier: 0000 0000 8077 4815
- Library of Congress Control Number: n82004955
- Nationale Bibliotheek van Israël: 987007273594905171
- Nederlandse Thesaurus van Auteursnamen: 071069690
- SNAC: w62v3b0b
- Système universitaire de documentation: 027292258
- Union List of Artist Names: 500354543
- Virtual International Authority File: 59387579
- WorldCat: E39PBJrcjc6TDXhW9Q9q9gPmh3